# Ot Louw
Otto (Ot) Louw (Koog aan de Zaan, 10 januari 1946 – Hilversum, 22 januari 2021) was een Nederlandse filmeditor, in 1992 bekroond met een Gouden Kalf. Hij was de vaste editor van televisieprogramma's als Van Kooten en De Bie en Het Gat van Nederland. Later legde hij zich meer toe op het monteren van speelfilms.

## Levensloop
Ot Louw was een zoon van kunsthandelaar Jo Louw uit Koog aan de Zaan. Na zijn opleiding aan de Nederlandse Filmacademie (1965-1969), waar hij in 1969 afstudeerde in het vak montage en geluid, kwam hij bij de Film- en Fotodienst van het leger en de filmdienst van de marine. Voordat hij in dienst kwam bij de NOS in 1973 was hij werkzaam bij Stichting Film & Wetenschap. In 1983 monteerde hij zijn eerste speelfilm. In 1985 startte hij zijn eigen montage bedrijf, "Het Materiaal", dat in 2010 werd opgeheven. Nadien monteerde hij nog diverse speelfilms en documentaires.
In 1987 schreef hij het boek Beeldspraak, met verklaringen voor termen uit het filmvak.
Hij overleed in 2021 kort na zijn 75e verjaardag aan de gevolgen van een besmetting met COVID-19.

## Prijzen en nominaties
- Cultuurprijs Gemeente Bussum 1984
- Gouden Kalf 1992, Vakprijs Montage op het Nederlands Film Festival voor zijn werk tussen '87 en '92.
- Nominatie Gouden Kalf 1998, Vakprijs Montage
- In 2009 werd hij erelid van de Nederlandse Beroepsvereniging van Filmers

Daarnaast zijn vele films waaraan zijn montagecredit is verbonden zowel nationaal als internationaal in de prijzen gevallen, zoals negen Nipkowschijven (alsmede een Ere-Nipkow voor Van Kooten & De Bie) en 23 Gouden Kalveren, Zilveren Beer, Prix d’Europe, Prix Jeunesse, Emmy Academy Award (nominatie).

## Filmologie

### Andere producties
Met als regisseur;
- Adelheid Roosen
- Benthe Forrer
- Frank Wiering
- Froukje Bos
- Hans Keller
- Hans Verhagen
- Hetty van Oordt
- Jan Blokker
- Jelka Anhalt
- Karst van der Meulen
- Katarina Rejger
- Lies Niezen
- Netty Rosenfeld
- Nouschka Thomas
- Olga Madsen
- Pieterjan Wouda
- Roelof Kiers
- Theo Uittenbogaard
- Willem Wits
- Willy Lindwer
- Wim Kayzer